# Zastávka

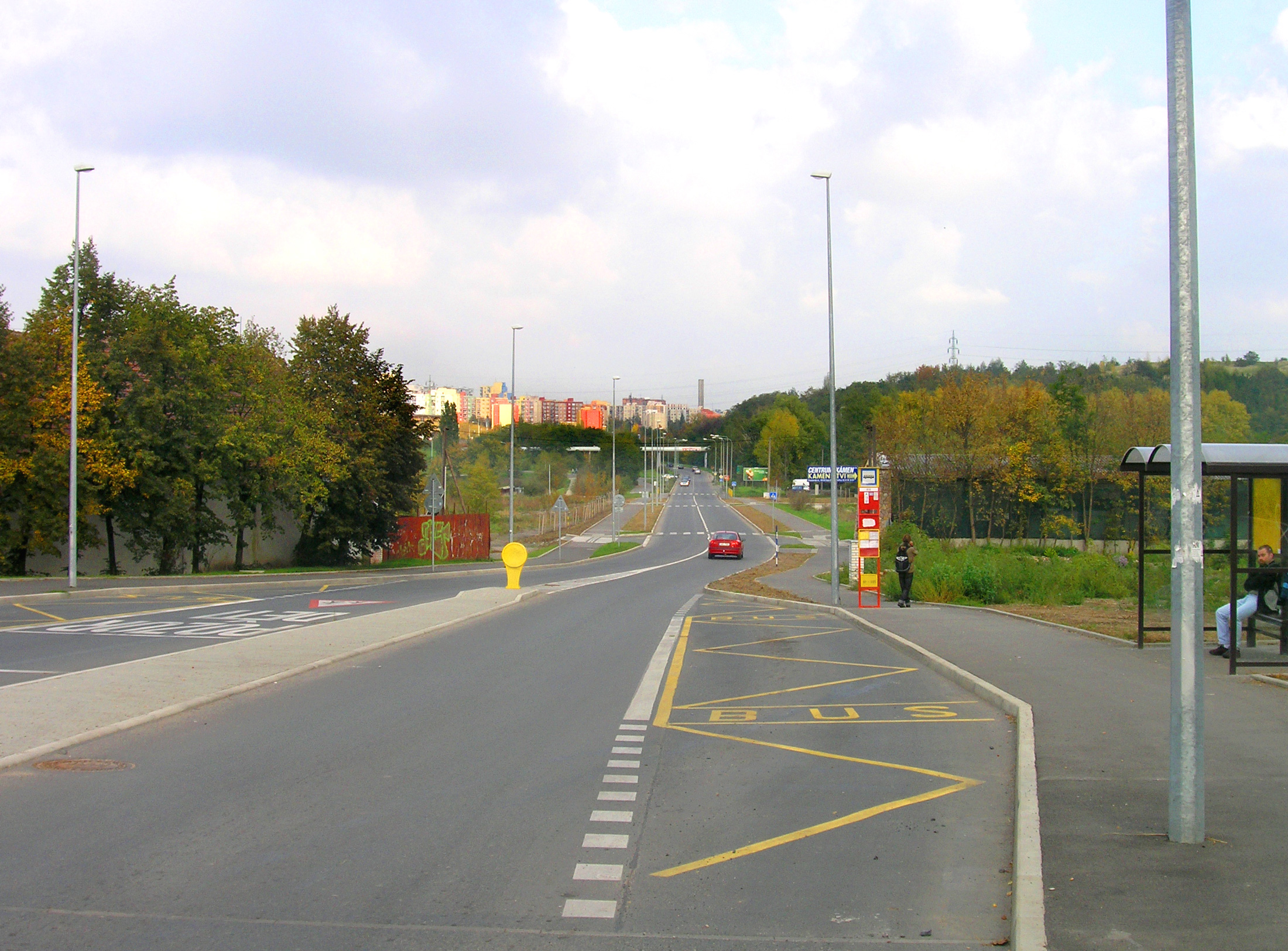
Autobusová zastávka v Praze-Kyjích, odpovídající moderním českým standardům

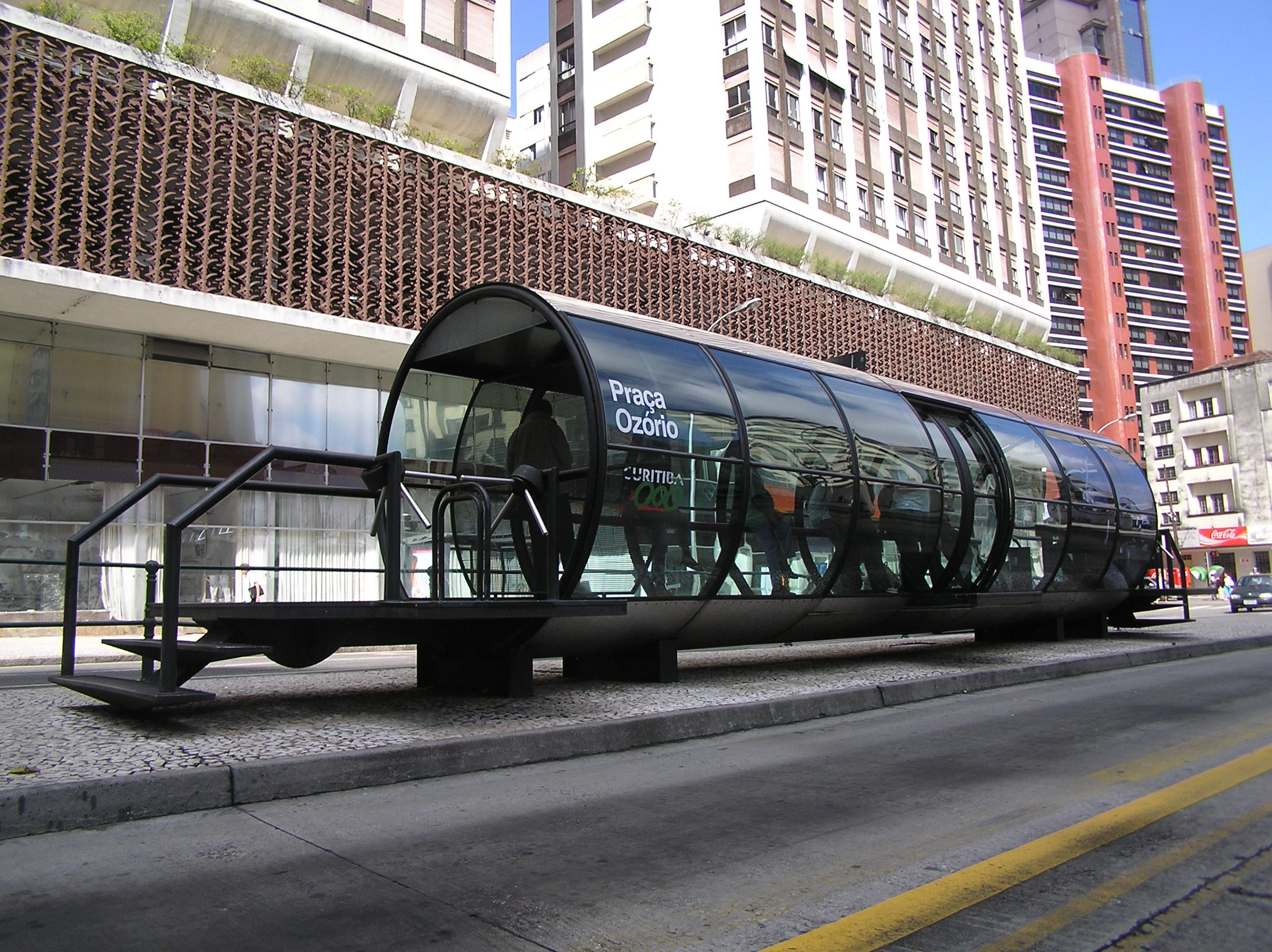
Zastávka autobusového systému BRT se zvýšeným zastřešeným nástupištěm ve městě Curitiba v Brazílii

Zastávka je označené místo, které je určeno pro zastavování vozidel (či vlaků) zejména veřejné dopravy a pro nástup, výstup nebo přestup cestujících.
V autobusové, trolejbusové a tramvajové dopravě byl v Československu termín zastávka místo dosavadního termínu stanice zaveden v polovině 70. let 20. století, a to v souvislosti s vydáním prvních technických norem upravujících požadavky na zastávky (ON 73 6425 a ON 73 6426) a vydáním Pravidel technického provozu městských drah. V železniční dopravě se nepovažují za zastávky místa, která jsou železničními stanicemi, tj. jsou zároveň dopravnami a obvykle mají i vyšší standard vybavení pro cestující. U lanových drah a speciálních železničních drah (například metro) se termín zastávka nepoužívá a nástupní a výstupní místa se považují vždy za stanice. V lodní dopravě se používá termín přístaviště, v letecké letiště či (letištní) terminál. Pro dopravu nemotorovými vozidly (např. koňský potah, rikša atd.) není v Česku oficiální terminologie zavedena.
Železniční zastávka zpravidla tvoří jeden celek pro oba směry jízdy, i když je v případě dvojkolejné tratě vybavena dvěma nástupišti. V autobusové, tramvajové a trolejbusové dopravě se zpravidla zastávka zřizuje pro každý směr zvlášť, tj. jednomu názvu zastávky typicky přísluší dvojice zastávek, v místech dopravních uzlů nebo souběhu více druhů dopravy někdy i více zastávek. V případě autobusových nádraží, autobusových stanovišť nebo jiných terminálů hromadné dopravy obvykle mívá celý terminál společné vybavení a zázemí, avšak zastávkami jsou jednotlivá stání, která by měla být označena označníkem zastávky.
V některých městech se jako tzv. manipulační zastávky tradičně označují označníkem zastávky i místa vyhrazená pro krátkodobé odstavování a manipulační vyčkávání vozidel například v obratišti, ve výstupní zastávce nebo před nástupní zastávkou. Takzvaná manipulační zastávka však nespadá do obvyklé a standardizované definice zastávky a není zastávkou v pravém smyslu slova: přesnější je nazývat ji například manipulační stání. Označování takových míst českou dopravní značkou č. IJ4 může kolidovat s jejím významem.

## Druhy zastávek

### Podle druhu dopravy
- Železniční zastávka
- Tramvajová zastávka
- Trolejbusová zastávka
- Autobusová zastávka (v minulosti se v Československu zřizovaly odděleně pro městskou a ne-městskou dopravu, od poloviny 90. let česká technická norma ČSN 73 6425 preferuje společné zastávky se společným označníkem)
- Sdružená zastávka (pro více druhů dopravy, různé kombinace pro tramvaj – autobus – trolejbus)
- Stanoviště taxislužby (viz též článek taxi), podle Pravidel silničního provozu může být označeno jako zastávka.

### Zastávky podle účelu nebo způsobu zastavování
- stálá zastávka
- zastávka na znamení nebo na požádání
- zastávka s povinným nástupem předními dveřmi
- občasná zastávka – zejména v městské hromadné dopravě, zastávka, v níž zastavují jen některé spoje vyznačených linek nebo v níž zastavují spoje jen ve vymezeném období, případně trvale zřízená zastávka určená jen pro příležitostné použití (operativní zřízení náhradní dopravy, k použití pro občasně pořádané akce nebo nepravidelné jízdy atd.)
- trvale zřízená zastávka – zastávka zřízená jako trvalá součást dopravní cesty, zpravidla pro dlouhodobý pravidelný provoz
- dočasná zastávka – zastávka zřízená dočasně na dobu výluky, odklonu nebo náhradní či příležitostné dopravy
- nástupní zastávka, výstupní zastávka, zastávka pro nástup i výstup
- výchozí zastávka, nácestná zastávka, konečná zastávka – podle polohy na spoji nebo na lince
- manipulační stání (tzv. manipulační zastávka, pro provozní odstavování nebo vyčkávání vozidel, není zastávkou v pravém slova smyslu)

## Součásti a vybavení zastávky

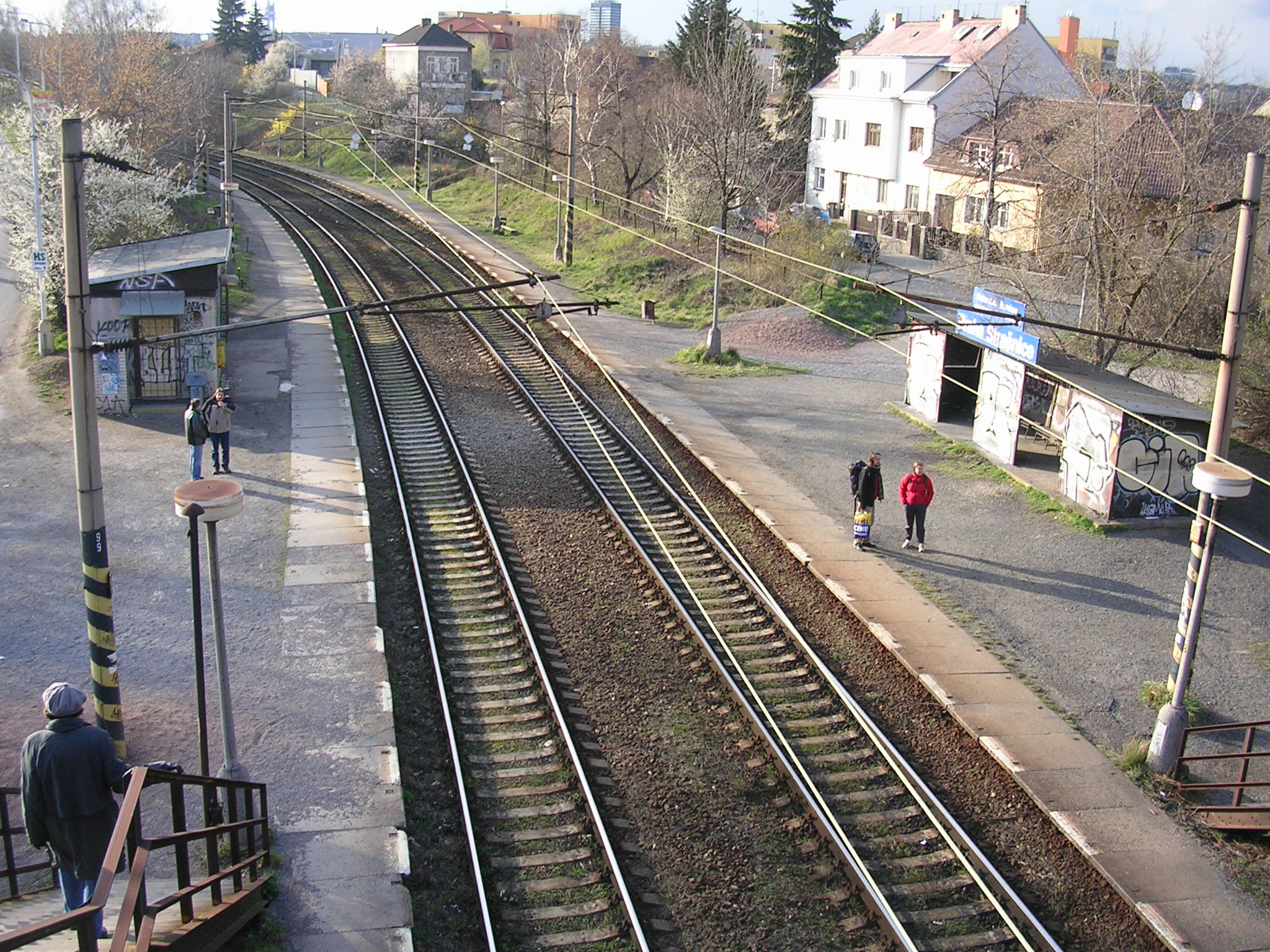
Praha-Strašnice zastávka, pohled z lávky na zastávku na dvojkolejné železniční trati

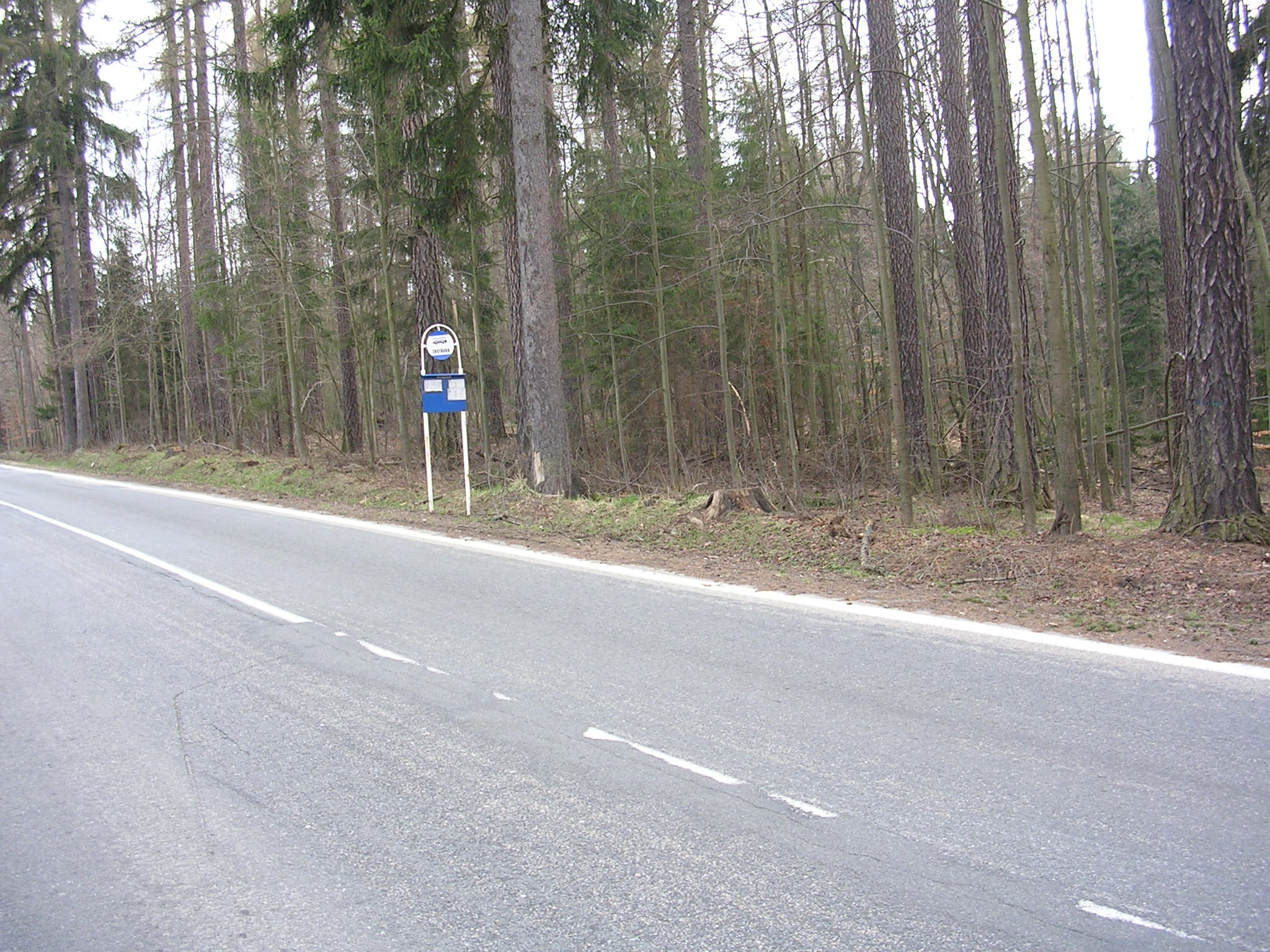
Horní Pěna, Hejlíček. Jihočeská autobusová zastávka s minimálním vybavením, bez nástupiště i přístřešku

Zastávka je vždy tvořena jednak místem pro zastavování vozidel (kolejiště nebo vozovka zastávky) a jednak místy pro pobyt a pohyb cestujících (nástupiště, případně též další čekací plochy). K vybavení zastávky patří zejména označení zastávky (např. označníkem zastávky, svislé či vodorovné dopravní značky, drážní návěstidla, vyznačení názvu zastávky) a informace o provozu (zejména jízdní řád, případně vyznačení linek a směrů, tarifní informace, informace o dopravním systému a přepravních podmínkách nebo další informační prvky). Zastávka může být vybavena přístřeškem, případně vlastním osvětlením (zejména jde-li o železniční zastávku), ochrannými prvky (například ochranným zábradlím, dopravním zrcadlem), nádobami na drobný odpad, odbavovacím zařízením (např. výdejna jízdenek, prodejní nebo označovací přístroj) atd. Přístup k zastávce může být zajištěn podchodem, nadchodem, úrovňovými přechody a chodníky atd. K některým zastávkám přísluší i obratiště: to není součástí zastávky, avšak zastávky mohou být součástí obratiště.
Autobusová nebo trolejbusová zastávka je součástí pozemní komunikace, železniční zastávka je součástí dráhy, tramvajová zastávka může být buď celá součástí dráhy nebo může být její nástupiště a čekací plocha součástí pozemní komunikace. Označník tramvajové nebo trolejbusové zastávky se považuje za součást dráhy i tehdy, stojí-li na ploše pozemní komunikace. V lidovém jazyce se někdy pod slovem zastávka rozumí jen některá část zastávky nebo některý prvek jejího vybavení, například označník zastávky, zastávkový přístřešek nebo nástupní ostrůvek.
Autobusové nebo trolejbusové zastávky nebo tramvajové zastávky kolidující s vozovkou mohou být označeny též svislou dopravní značkou u zadní části zastávky a vodorovným dopravním značením na vozovce. Tyto dopravní značky mají vyznačovat především úsek, v němž je (jiným) vozidlům zakázáno zastavení a stání, avšak druhotně mají i výstražnou funkci tím, že zastávku zvýrazňují. V případě současného použití svislého i vodorovného značení má v tomto případě v České republice přednost vodorovné značení, ač obecně je svislé značení svislému nadřazené. Pokud zastávka není vybavena tímto doplňujícím dopravním značením, platí v České republice zákaz zastavení a stání v úseku 30 metrů před úrovní označníku zastávky a 5 metrů za ním. (Termíny „začátek zastávky“ a „konec zastávky“ jsou v různých přepisech užívány nejednotně, někdy se za začátek považuje místo, kde vozidlo do zastávky vjíždí, a jindy naopak čelo zastávky.) V některých zemích (a v rozporu s předpisy přežívá takové značení i například v některých jihočeských městech) se jako označník zastávky používá obdobná značka, jaká je českými pravidly silničního provozu určena pro označení opačného konce zastávky, tedy u zádi posledního vozidla stojícího v zastávce.

## Spor o zákaz zastavení v zastávce v ČR
Paradoxem českého právního řádu je, že v autobusové, tramvajové nebo trolejbusové zastávce a u ní je všem řidičům zakázáno zastavit, aniž by pro řidiče tramvají nebo silniční linkové dopravy zákon uváděl nějakou výjimku (§ 27 odst. 1 písm. f) zákona č. 361/2000 Sb.). Na tuto chybu v zákoně odborníci podle Autoklubu ČR upozorňují již dlouhou dobu, přesto však dosud nebyla opravena. Podle některých právníků a podle tiskové mluvčí ministerstva dopravy však tato výjimka vyplývá „z logiky věci“, protože „slovo zastávka má v sobě obsaženo pojem zastavit“ a „není možné pokutovat řidiče autobusu, který plní svou povinnost“. Tisková mluvčí MD Marcela Žižková k tomu dále napsala: „Tento pseudoproblém samozřejmě nemá žádný reálný základ. Již samotný význam slova zastávka je odvozen od slova zastavit, takže zastávka autobusu je určená pro zastavení autobusu a podobně. Řidiči vozidel hromadné dopravy, pro které je zastávka určena, ji samozřejmě mohou využít a nic tím neporušují. Zákon se musí aplikovat jako celek v kontextu celého právního řádu, ne vytrháváním jednotlivých normativních vět ze souvislostí.“ Článek iDnes však upozornil na tom, že v jiném případě úřady odmítaly použít zdravý rozum a lpěly na absurdním doslovném výkladu zákona ohledně přestupku v silničním provozu s odůvodněním, že je jejich povinností postupovat podle zákona a nemohou jinak. Fakticky je problémem zejména to, že neexistuje kritérium ani úřední postup, jímž by bylo možno rozhodnout, za jakých podmínek smí zastávku užívat nelinková doprava, tedy například kyvadlová doprava nejezdící v pevně stanovených časech, zájezdová doprava, automobil zastavující při dopravě typu K+R, vozidlo taxislužby pro výstup cestujících atd., a jakým způsobem a který úřad by jim mohl zastavování povolit (dopravní úřady ani úřady oprávněné k stanovení místní úpravy provozu k tomu nemají zákonem dané zmocnění). Rovněž není upraveno, za jakých podmínek mohou vozidla linkové dopravy v zastávkách nejen zastavit, ale i stát (vyčkávání na přestup, na pravidelný čas odjezdu, manipulační odstav na konečné atd.).
Dalším defektem českého právního řádu je, že zákon o silniční dopravě 111/1994 Sb. umožnil provádět silniční linkovou dopravu i vozidly, která jsou klasifikována jako osobní automobil (například mikrobusy), avšak zákon o provozu na pozemních komunikacích (361/2000 Sb.) a jeho prováděcí vyhláška (30/2001 Sb.) se o zastávkách pro taková vozidla nezmiňují, nevztahují na ně ustanovení o zastávkách a nezavádějí žádnou dopravní značku pro jejich označení.

## Zákaz kouření
Zákon č. 379/2005 Sb. o opatřeních k ochraně před škodami působenými tabákovými výrobky, alkoholem a jinými návykovými látkami, v ustanovení § 8 zakázal kouření na některých veřejných místech, mezi kterými jsou vyjmenovány i nástupiště, přístřešky a čekárny veřejné silniční a drážní dopravy a městské hromadné dopravy. Podle § 9 musí být místa, na nichž je zakázáno kouření, označena u vstupu zjevně viditelným textem zákazu kouření, a to v českém jazyce černými tiskacími písmeny o velikosti písma nejméně 5 cm na bílé ploše, a grafickou značkou zákazu kouření v provedení podle nařízení vlády č. 11/2002 Sb. (vzhled a umístění bezpečnostních značek). Podle § 15 je do přístřešků zastávek a nástupišť veřejné silniční a drážní dopravy a městské hromadné dopravy zakázán vstup osobám, které jsou zjevně pod vlivem alkoholu nebo jiných návykových látek a jsou ve stavu, v němž bezprostředně ohrožují sebe nebo jiné osoby, veřejný pořádek nebo majetek.
Ustanovení je problematické zejména proto, že hranice nástupišť nejsou přesně definovány a nástupiště zpravidla plynule navazují na čekací prostory nebo další prostory pozemní komunikace nebo přístupových cest.